# Ciuta (okręg Caraș-Severin)
Ciuta – wieś w Rumunii, w okręgu Caraș-Severin, w gminie Obreja. W 2011 roku liczyła 348 mieszkańców. 